# Liste des préfets de l'Aisne
Liste des préfets de l'Aisne depuis la création du département français. Le siège de la préfecture est à Laon.

## Consulat et Premier Empire (An VIII- 1815)
| Période           | Période      | Identité                     | Fonction précédente             | Observation                          |
| ----------------- | ------------ | ---------------------------- | ------------------------------- | ------------------------------------ |
| 2 mars 1800       | 1802         | Hue Dauchy                   | Député aux Cinq-Cents, proscrit | Nommé conseiller d’État              |
| 17 septembre 1802 | 1804         | Nicolas Belzais de Courmenil |                                 | Ancien président du Corps législatif |
| 17 septembre 1804 | 1810         | Alexandre Méchin             |                                 | Nommé préfet du Calvados             |
| 12 février 1810   | 1814         | Louis Malouet                |                                 | -                                    |
| 22 mars 1815      | Juillet 1815 | Charles Micoud d'Umons       |                                 | Cent-Jours                           |

Durée moyenne en poste : 3 ans et six mois

## Première et seconde Restauration (1814-1830)
| Période          | Période          | Identité                                | Fonction précédente                          | Observation |
| ---------------- | ---------------- | --------------------------------------- | -------------------------------------------- | --- |
| Avril 1814       | Mars 1815        | Pierre Marie Sébastien Catineau Laroche | Régisseur des sels des Provinces illyriennes | Nommé à titre provisoire le 25 février 1814 par le général prussien Bülow, confirmé par la première Restauration                                  |
| 12 juillet 1815  |                  | Scipion de Nicolaÿ                      | Préfet de l'Ariège                           | Seconde Restauration |
| 30 janvier 1820  |                  | Alexandre-Daniel de Talleyrand-Périgord | Préfet du Vaucluse                           | Nommé préfet de l'Allier |
| 9 janvier 1822   | 12 novembre 1828 | Jacques de La Grange-Gourdon            | Préfet du Morbihan                           | Nommé le 8 janvier 1823 préfet du Doubs, non-installé nomination revoqué et confirmé préfet de l'Aisne le 22 janvier 1823 Nommé Conseiller d'État |
| 8 janvier 1823   | Non-installé     | Antoine Édouard Herman                  | Préfet des Landes                            | Nommé préfet de l'Indre |
| 12 novembre 1828 |                  | Charles Walckenaer                      | Préfet de la Nièvre                          | |

Durée moyenne en poste : trois ans et deux mois (Première Restauration comprise).

## Monarchie de Juillet (1830-1848)
| Période          | Période          | Identité                              | Fonction précédente  | Observation                                                                            |
| ---------------- | ---------------- | ------------------------------------- | -------------------- | -------------------------------------------------------------------------------------- |
| 20 août 1830     | 08 mai 1831      | Joseph Bogne de Faye                  |                      | Maître des requêtes au conseil d'État                                                  |
| 14 mai 1831      | 14 juillet 1833  | Alexandre Bruneteau de Sainte Suzanne |                      |                                                                                        |
| 14 juillet 1833  | 20 octobre 1838  | Charles Renauldon                     | Préfet du Haut-Rhin  | Nommé préfet de la Haute-Vienne                                                        |
| 20 octobre 1838  | 01 août 1841     | Napoléon Desmousseaux de Givré        | Sous-préfet de Dreux | Nommé préfet du Pas-de-Calais                                                          |
| 01 août 1841     | 29 novembre 1842 | Jacques Paulze d'Ivoy                 |                      |                                                                                        |
| 29 novembre 1842 | 27 février 1848  | Guillaume de Crèvecœur                | Préfet de l'Oise     | Démissionnaire le 27 février 1848, révoqué le 3 mars 1848, nommé préfet du Puy-de-Dôme |

Durée moyenne en poste : 2 ans et onze mois

## Deuxième République (1848-1851)
| Période          | Période          | Identité               | Fonction précédente | Observation                 |
| ---------------- | ---------------- | ---------------------- | ------------------- | --------------------------- |
| 27 février 1848' | 02 juin 1848     | Guillaume de Crèvecœur | Resté en poste      | Nommé préfet du Puy-de-Dôme |
| 2 juin 1848      |                  | Antoine Menesson       |                     |                             |
| 31 octobre 1848  | 06 décembre 1851 | Henri Corbin           |                     |                             |

Mentionnés en février-mars-avril 1848 comme Commissaire du gouvernement de l'Aisne : 
- Avant 02 mars : Théophile Dufour, non-acceptant ;
- Avant 17 avril : Pierre Frédéric Droz (commissaire spécial), devient représentant de l'Aisne.
- Après 17 avril : Léopold Leclanché (père de Georges Leclanché).
- Avant 8 octobre : Adrien Lélioux

Durée moyenne en poste : un an et trois mois (y compris Saint-John Crèvecœur)

## Second Empire (1851-1870)
| Période          | Période          | Identité                                             | Fonction précédente       | Observation                                                                   |
| ---------------- | ---------------- | ---------------------------------------------------- | ------------------------- | ----------------------------------------------------------------------------- |
| 6 décembre 1851  | 4 mars 1853      | Édouard Ferdinand de la Bonninière de Beaumont-Vassy |                           | Nommé Maître des requêtes au conseil d'État                                   |
| 4 mars 1853      | 1856             | Symphorien Boittelle                                 |                           | Nommé préfet de l'Yonne                                                       |
| 8 septembre 1856 | 12 décembre 1860 | Georges Chamblain                                    | Préfet de l'Yonne         | Maître des requêtes au conseil d'État Sera nommé en 1865 Préfet de la Meurthe |
| 14 décembre 1860 | 29 décembre 1866 | Georges Castaing                                     | Préfet de l'Ariège        | Nommé préfet de la Loire                                                      |
| 29 décembre 1866 | septembre 1870   | Louis Ferrand                                        | Préfet de la Haute-Savoie | mis en prison par les Allemands. Nommé Préfet du Calvados                     |

Durée moyenne en poste : trois ans et neuf mois.
Du 9 au 15 septembre 1870, Alfred Desmasures fut nommé préfet de l’Aisne par intérim.

## Troisième République (1870-1940)
| Période           | Période         | Identité                          | Fonction précédente                                    | Observation                                                 |
| ----------------- | --------------- | --------------------------------- | ------------------------------------------------------ | ----------------------------------------------------------- |
| 14 septembre 1870 | novembre 1870   | Anatole de la Forge               |                                                        |                                                             |
| 5 novembre 1870   | 17 février 1871 | Félix Achard                      | Archiviste, puis secrétaire général de la Haute-Vienne | Nommé archiviste de Vaucluse                                |
| 7 mars 1871       | avril 1871      | Louis Vinchon                     |                                                        |                                                             |
| 4 avril 1871      | 1873            | François Audoy                    |                                                        |                                                             |
| 26 mai 1873       | 1876            | Étienne-Jules Gigault de Crisenoy |                                                        | Auparavant préfet de l'Indre. Nommé préfet de Seine-et-Oise |
| 13 avril 1876     | 1877            | François Guyot de Villeneuve      |                                                        |                                                             |
| 3 juillet 1877    | 1877            | Alexandre Ayraud                  |                                                        |                                                             |
| 18 décembre 1877  |                 | Charles Sebline                   |                                                        |                                                             |
| 28 novembre 1885  |                 | René Allain-Targe                 |                                                        |                                                             |
| 11 janvier 1887   |                 | Victor Proudhon                   |                                                        |                                                             |
| 12 février 1890   | 1891            | Emmanuel Bès de Berc              |                                                        | Nommé Préfet des Côtes-du-Nord                              |
| 22 décembre 1891  | 1896            | André Laurenceau                  |                                                        |                                                             |
| 28 février 1896   | 1898            | Pierre Roger                      |                                                        |                                                             |
| 16 juillet 1898   | 1906            | Marie Joseph Goulley              |                                                        | Nommé Préfet de l'Allier                                    |
| 3 novembre 1906   | 1906            | Abraham Schrameck                 |                                                        |                                                             |
| 24 juillet 1907   | 1909            | Émile Milleteau                   |                                                        | Préfet d'Eure-et-Loir                                       |
| 10 juin 1909      | 1910            | Eugène Allard                     |                                                        | Préfet des Vosges, Préfet du Finistère                      |
| 22 novembre 1910  | 1912            | André Regnault                    |                                                        |                                                             |
| 16 juillet 1912   | 1918            | Alexandre Leullier                |                                                        |                                                             |
| 20 février 1918   | 1918            | Pierre Chocarne                   |                                                        |                                                             |
| 19 novembre 1918  | 1919            | Adrien Bonnefoy-Sibour            |                                                        | Préfet de police de Paris                                   |
| 1er août 1919     | 1921            | Lucien Saint                      | préfet des Régions Libérées                            | nommé Résident général de France en Tunisie                 |
| 10 février 1921   | 1922            | Adrien Bonnefoy-Sibour            |                                                        | Préfet de police de Paris                                   |
| 12 octobre 1922   | 1922            | Lucien Bourienne                  |                                                        |                                                             |
| 22 décembre 1922  | 1924            | Émile Roussel                     |                                                        |                                                             |
| 2 août 1924       | 1924            | George Bègue                      |                                                        |                                                             |
| 28 mai 1929       | 1931            | Louis Gaussorgues                 |                                                        |                                                             |
| 6 janvier 1931    | 1931            | François Graux                    | Préfet de la Mayenne                                   | Nommé préfet de la Loire                                    |
| 8 août 1931       |                 | Angelo Chiappe                    | préfet de l’Ardèche                                    | nommé préfet de la Manche                                   |
| 26 septembre 1936 | 1940            | Jean Latour                       |                                                        |                                                             |
| 19 mai 1940       | août 1940       | Armand Bussière                   |                                                        |                                                             |

Durée moyenne en poste : deux ans et quatre mois

## Régime de Vichy sous l'Occupation (1940-1944)
| Période       | Période   | Identité               | Fonction précédente | Observation |
| ------------- | --------- | ---------------------- | ------------------- | ----------- |
| Déjà en poste | août 1940 | Armand Bussière        |                     |             |
| 8 août 1940   | 1942      | Jean-François Quénette |                     | Résistant   |
| 12 mai 1942   | 1943      | Émile Pelletier        |                     |             |
| 27 mars 1943  | 1944      | Gaston Mumber          |                     |             |
| 8 juin 1944   | 1944      | Roger Homo             |                     |             |

Durée moyenne en poste : neuf mois et demi

## République du Gouvernement provisoire de la République française et de la Quatrième République (1944-1958)
| Période           | Période | Identité               | Fonction précédente    | Observation                                                      |
| ----------------- | ------- | ---------------------- | ---------------------- | ---------------------------------------------------------------- |
| 18 novembre 1944  | 1945    | Hyacinthe Tomasini     |                        |                                                                  |
| 22 juin 1945      | 1946    | Jacques Samana         |                        |                                                                  |
| 24 septembre 1946 | 1947    | Camille Ernst          |                        |                                                                  |
| 9 mai 1947        | 1950    | René Hudeley           |                        |                                                                  |
| 2 novembre 1950   | 1956    | Roger Bonnaud-Delamare | Préfet des Deux-Sèvres | Fût ensuite Préfet du Doubs et Préfet de la région Franche-Comté |
| 23 juillet 1956   | 1960    | Robert Fleury          |                        |                                                                  |

Durée moyenne en poste : un an et neuf mois

## Cinquième République (Depuis 1958)
| Période           | Période           | Identité             | Fonction précédente | Observation                                                               |
| ----------------- | ----------------- | -------------------- | --- | ------------------------------------------------------------------------- |
| 23 juillet 1956   |                   | Robert Fleury        | |                                                                           |
| 21 septembre 1960 |                   | Jean-Pierre Abeille  | |                                                                           |
| 14 mars 1964      |                   | Jean Perreau-Pradier | |                                                                           |
| 5 décembre 1969   |                   | Jean-Paul Roy        | |                                                                           |
| 31 décembre 1971  |                   | René Dijoud          | |                                                                           |
| 14 juin 1973      |                   | Pierre Brunon        | |                                                                           |
| 6 octobre 1975    |                   | Jacques Chartron     | directeur de la surveillance du territoire au ministère de l'intérieur                                                     |                                                                           |
| 27 avril 1978     | Août 1981         | Hubert Husson        | |                                                                           |
| 7 août 1981       | Décembre 1982     | Yves Bentegeac       | préfet de la Manche | nommé préfet de Basse-Normandie                                           |
| 6 janvier 1983    | Mars 1985         | Christian Leroy      | Préfet hors cadre | Préfet hors cadre                                                         |
| 8 mars 1985       | Janvier 1987      | Paul Chambraud       | préfet des Côtes-du-Nord                                                                                                   | nommé préfet de l'Essonne                                                 |
| Janvier 1987      | Janvier 1990      | René Vial            | |                                                                           |
| Janvier 1990      | Janvier 1992      | Patrice Magnier      | préfet de la Dordogne |                                                                           |
| Janvier 1992      | 18 février 1994   | Pierre-René Lemas    | Directeur général des collectivités locales                                                                                | Placé en service détaché                                                  |
| 18 février 1994   | 24 mai 1995       | Jean-Marc Sauvé      | Directeur des libertés publiques et des affaires juridiques au ministère de l'Intérieur                                    | secrétaire général du gouvernement (1995-2006)                            |
| 14 juin 1995      | 15 juillet 1998   | Jean-Marc Rebière    | directeur de l'administration territoriale et des affaires politiques au ministère de l'intérieur                          | nommé préfet du Finistère                                                 |
| 15 juillet 1998   | 01 août 2000      | Jean-François Cordet | préfet de Martinique | Nommé préfet de Meurthe-et-Moselle                                        |
| 01 août 2000      | 10 septembre 2001 | Didier Lallement     | Directeur général des collectivités locales au ministère de l'intérieur                                                    | Placé en service détaché                                                  |
| 18 septembre 2001 | 22 août 2003      | Gérard Moisselin     | préfet de l'Yonne | Nommé préfet hors cadre                                                   |
| 22 août 2003      | 30 juin 2005      | Michel Pinauldt      | Préfet hors cadre |                                                                           |
| 18 juillet 2005   | 9 juillet 2007    | Évelyne Ratte        | Secrétaire générale pour l'administration du ministère de la défense                                                       | Conseiller maître à la Cour des comptes                                   |
| 9 juillet 2007    | 2 juin 2009       | Stéphane Fratacci    | Directeur des libertés publiques et des affaires juridiques au ministère de l'Intérieur                                    | Conseiller d'État, nommé secrétaire général du ministère de l'immigration |
| 4 juin 2009       | 25 juillet 2013   | Pierre Bayle         | Directeur général des services du département des Alpes-Maritimes                                                          | Nommé membre du Conseil supérieur de l'administration territoriale        |
| 26 août 2013      | 7 octobre 2014    | Hervé Bouchaert      | Directeur des ressources et des compétences de la police nationale à l'administration centrale du ministère de l'Intérieur | Décédé en fonction                                                        |
| 12 novembre 2014  | 20 avril 2016     | Raymond Le Deun      | Préfet de l'Yonne | Nommé préfet du Morbihan                                                  |
| 20 avril 2016     | 7 novembre 2019   | Nicolas Basselier    | Membre du Conseil supérieur de l'administration territoriale                                                               | Nommé préfet de la Charente-Maritime.                                     |
| 7 novembre 2019   | 28 juin 2021      | Ziad Khoury (d)      | Préfet de la Haute-Saône                                                                                                   |                                                                           |
| 28 juin 2021      | 6 novembre 2024   | Thomas Campeaux      | Directeur des libertés publiques et des affaires juridiques à l'administration centrale du ministère de l'Intérieur        | Nommé préfet d'Indre-et-Loire                                             |
| 6 novembre 2024   | En cours          | Fanny Anor (d)       | Directrice adjointe du cabinet du Premier ministre, Gabriel Attal                                                          |                                                                           |

Durée moyenne en poste : deux ans et trois mois

## Source
- Liste des préfets de l'Aisne de 1800 à 2007